# NGC 3515
NGC 3515 је спирална галаксија у сазвежђу Мали лав која се налази на NGC листи објеката дубоког неба.
Деклинација објекта је + 28° 13' 41" а ректасцензија 11h 4m 37,3s. Привидна величина (магнитуда) објекта NGC 3515 износи 13,9 а фотографска магнитуда 14,7. NGC 3515 је још познат и под ознакама UGC 6139, MCG 5-26-44, CGCG 155-55, IRAS 11018+2829, PGC 33467.